# Martin Woestmeyer
Martin Woestmeyer (* 9. Dezember 1970 in Münster) ist ein Hamburger Politiker. Er war für die FDP von 2001 bis 2003 Mitglied der Hamburgischen Bürgerschaft.

## Leben und Politik
Woestmeyer studierte Politik und Philosophie, war von 1995 bis 2009 Verkaufsleiter des Altonaer Theaters. Seit August 2009 ist er Leiter des Kundenzentrums am Thalia Theater in Hamburg.
Er wurde 1989 Mitglied der FDP und war Landesvorsitzender der Jungen Liberalen und deren Ombudsmann im Bundesvorstand. Er war in den 1990er Jahren Beisitzer im Landesvorstand der FDP Hamburg. Während der 17. Wahlperiode war er von 2001 bis 2003 Mitglied der Bürgerschaft der Freien und Hansestadt Hamburg. Er war schul- und kulturpolitischer Sprecher der Fraktion. Er musste im November 2003 aus der Bürgerschaft ausscheiden, nachdem der zurückgetretene Schulsenator Rudolf Lange sein Bürgerschaftsmandat wieder aufnahm.
Bei den Bundestagswahlen 1998 und 2002 stellte er sich als Direktkandidat für den Wahlkreis Nord zur Wahl.
Am 3. Dezember 2009 gab Woestmeyer via Twitter bekannt, dass er der Piratenpartei beigetreten ist.